# Marcelo Corrales
Marcelo Enrique Corrales García (Santiago, Chile, 20 de febrero de 1971) es un exfutbolista y entrenador chileno que se desempeñaba en la posición de delantero. Se ubica en la séptima posición en la lista de los mayores anotadores en la Primera División chilena, con 188 goles. Su último club fue San Antonio Unido.

## Trayectoria

### Como jugador
Formado en las divisiones menores de Palestino, jugó por el cuadro árabe entre 1990 y 1993. En 1994, debido a su gran campaña y sus 23 goles, fue transferido a Universidad Católica, club donde solo disputaría un partido completo. A raíz de esto, partió a Deportes Temuco, marcando en la temporada 1995, once tantos. Al año siguiente, partió a Provincial Osorno y convirtió trece goles.
En 1997 regresó a Palestino, marcando 44 goles, convirtiéndose en un importante delantero a nivel nacional. El año 2000, sería transferido a Santiago Wanderers.
En 2001, Corrales fichó por Unión San Felipe. En ese mismo año, disputa su primer partido con la selección chilena, anotando ante Ecuador su primer y único gol con el combinado nacional. En el segundo semestre del 2001, juega por el Al-Shabab emiratí. 
El año 2002, retorna al país, para jugar en Universidad de Chile, donde estuvo una temporada. En 2003, jugaría en Deportes Puerto Montt, para llegar el año siguiente a Coquimbo Unido, cuadro con el logró el subcampeonato el año 2005 frente a Unión Española, donde una lesión en la final de vuelta, le impidió seguir jugando, viéndose obligado a abandonar la cancha en el minuto 37. Permanecería hasta el año 2007.
En 2008, tendría un paso por Municipal Iquique, donde sería despedido en mayo de ese año. Luego pasaría a Unión San Felipe, para finalmente retornar el 2010 a Coquimbo Unido.
En el año 2012 volvió del retiro, fichando por San Antonio Unido y disputando la Tercera División A con los lilas. 

### Como entrenador
En el año 2015, tras la salida de Víctor Hugo Castañeda del banco de Coquimbo Unido, Jorge Cerino ocuparía su puesto de manera interina y Corrales sería parte de su staff técnico, teniendo además que asumir él como titular debido a una suspensión que arrastraba Cerino desde el Fútbol Joven. 
En 2019, dirigió al equipo femenino de Coquimbo Unido, manteniéndose en el cargo hasta 2020. 

## Selección nacional

### Copa América
| Copa              | Sede     | Resultado        | Partidos | Goles |
| ----------------- | -------- | ---------------- | -------- | ----- |
| Copa América 2001 | Colombia | Cuartos de final | 2        | 1     |

### Partidos internacionales
| 1     | 11 de julio de 2001 | Estadio Metropolitano Roberto Meléndez, Barranquilla, Colombia | Ecuador    | 1-4 | Chile | Anotado |  | Pedro García | Copa América 2001 |
| 2     | 17 de julio de 2001 | Estadio Metropolitano Roberto Meléndez, Barranquilla, Colombia | Colombia   | 2-0 | Chile |         |  | Pedro García | Copa América 2001 |
| Total | Total               | Total                                                          | Presencias | 2   | Goles | 1       |  |              |                   |

| Selección chilena | Selección chilena | Selección chilena |
| Año               | Partidos          | Goles             |
| ----------------- | ----------------- | ----------------- |
| 2001              | 2                 | 1                 |
| Total             | 2                 | 1                 |

## Clubes
| Equipo                | País  | Temporadas | Partidos | Goles | Promedio |
| --------------------- | ----- | ---------- | -------- | ----- | -------- |
| Palestino             | Chile | 1990-1993  | 61       | 23    | 0.38     |
| Universidad Católica  | Chile | 1994       | 3        | 0     | 0        |
| Deportes Temuco       | Chile | 1995       | 28       | 12    | 0.43     |
| Provincial Osorno     | Chile | 1996       | 27       | 13    | 0.48     |
| Palestino             | Chile | 1997-1999  | 88       | 40    | 0.45     |
| Santiago Wanderers    | Chile | 2000       | 20       | 7     | 0.35     |
| Unión San Felipe      | Chile | 2001       | 22       | 15    | 0.68     |
| Al-Shabab             | EAU   | 2001       | ?        | ?     |          |
| Universidad de Chile  | Chile | 2002       | 19       | 3     | 0.16     |
| Deportes Puerto Montt | Chile | 2003       | 32       | 21    | 0.66     |
| Coquimbo Unido        | Chile | 2004-2007  | 132      | 55    | 0.42     |
| Municipal Iquique     | Chile | 2008       | 25       | 19    | 0.76     |
| Unión San Felipe      | Chile | 2008-2009  | 26       | 26    | 1.00     |
| Coquimbo Unido        | Chile | 2010       | 4        | 1     | 0.25     |
| San Antonio Unido     | Chile | 2012       | 1        | 0     | 0        |
| Total                 | Total | Total      | 488      | 235   | 0.48     |

## Palmarés

### Torneos nacionales
| Título     | Club             | País  | Año  |
| ---------- | ---------------- | ----- | ---- |
| Primera B  | Unión San Felipe | Chile | 2009 |
| Copa Chile | Unión San Felipe | Chile | 2009 |

### Torneos internacionales
| Título              | Club                 | País  | Año  |
| ------------------- | -------------------- | ----- | ---- |
| Copa Interamericana | Universidad Católica | Chile | 1994 |